# Зажигин, Василий Сергеевич
Василий Сергеевич Зажигин — советский хозяйственный, государственный и политический деятель.

## Биография
Родился в 1915 году. Член КПСС.
Участник Великой Отечественной войны
В 1953 — председатель исполнительного комитета Красногвардейского Совета депутатов трудящихся города Москвы.
В 1953—1957 — заместитель председателя исполнительного комитета Красногвардейского Совета депутатов трудящихся города Москвы.
В 1958—1963 — заместитель председателя исполнительного комитета Бауманского Совета депутатов трудящихся города Москвы.
В 1963—1980 — начальник Статистического управления исполнительного комитета Московского городского Совета депутатов трудящихся.
Умер в 1980 году в Москве.

## Награды
- Орден Трудового Красного Знамени (31.12.1966, 03.09.1971, 1976)